# Trinitron
 (mai 2020).
Si vous disposez d'ouvrages ou d'articles de référence ou si vous connaissez des sites web de qualité traitant du thème abordé ici, merci de compléter l'article en donnant les références utiles à sa vérifiabilité et en les liant à la section « Notes et références ».

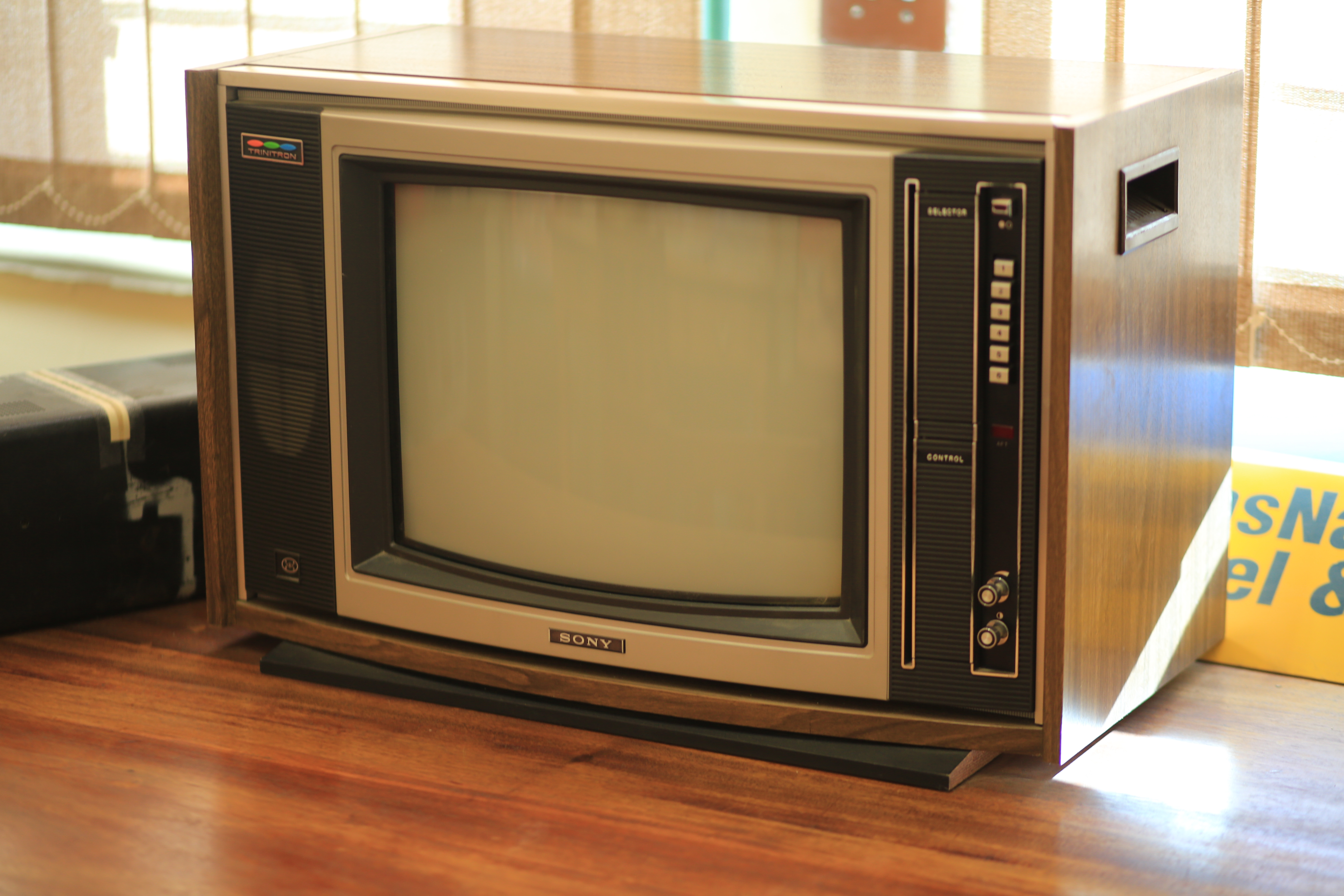
Téléviseur Sony des années 1970 à tube Trinitron.

Le Trinitron est une technique et une marque commerciale déposée de tubes cathodiques mise au point par la Compagnie française de télévision (CFT) et commercialisée par Sony en 1968, à la suite du rachat du brevet déposé par la CFT. Il a été officiellement abandonné en 2006 lorsque le constructeur a annoncé vouloir concentrer ses efforts sur les écrans LCD. Le nom provient officiellement de la contraction de trinité (réunion de trois éléments) et du tron d'électron.

## Historique
Originellement, le trinitron s'appelait le tube à grille CFT, CFT signifiant Compagnie Française de Télévision.
Ce tube, que l'on attribue à tort à Sony, a été entièrement développé et conçu en France à la CFT, et présenté pour la première fois à la presse technique en 1967.
Sony s'est contenté de racheter le brevet, pour en déposer un autre à la suite.
La société Vidéocolor, qui était la division de fabrication des tubes cathodiques de Thomson, a refusé de fabriquer ce tube.

## Fonctionnement technique
Pour produire une image couleur avec un tube cathodique, il faut que trois faisceaux d'électrons modulés en intensité frappent l'écran en des endroits différents :
1. un premier faisceau frappe des points appelés "luminophores" émettant de la lumière bleue ;
2. un deuxième faisceau frappe des luminophores émettant de la lumière verte ;
3. un troisième faisceau frappe des luminophores émettant de la lumière rouge.

C'est le mélange de ces trois lumières colorées qui permet la synthèse des couleurs.
Sur les premiers tubes image, trois canons à électrons disposés en triangle envoyaient chacun un faisceau d'électrons. Après avoir traversé une plaque métallique percée de trous appelée "masque", chaque faisceau d'électron frappait un revêtement qui émettait une lumière de la bonne couleur.
Le problème est d'arriver à ce que les trois composantes colorées se superposent exactement pour éviter l'apparition de contours colorés autour des objets.
Sur les premiers tubes couleur, chaque canon à électrons était équipé de bobines magnétiques capables de dévier légèrement le faisceau pour le faire coïncider avec les  autres couleurs. Et comme les trois faisceaux n'étaient pas émis du même endroit, un ajustement pour le centre de l'image ne suffisait pas. En conséquence, les téléviseurs des années 1970 disposaient d'une trentaine de réglages de convergence qui, avec l'usure de l'appareil, devaient être refaits périodiquement.
Le tube Trinitron de Sony a été au niveau mondial le premier tube image couleur autoconvergent, c’est-à-dire possédant peu de défauts de convergence.

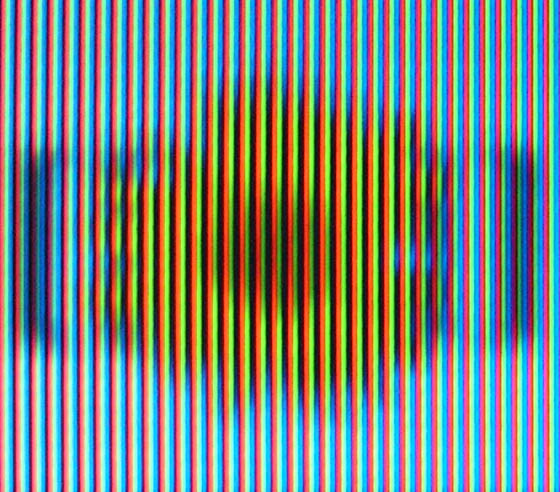
Fils verticaux (Trinitron)

Sur un tube Trinitron, les trois canons à électrons sont disposés en ligne, et sont de surcroît beaucoup plus rapprochés les uns des autres que dans un tube en delta. En conséquence, un bon ajustement mécanique suffit pour faire coïncider les trois faisceaux au centre de l'image, et comme ces trois faisceaux sont très proches, si c'est correct au centre de l'image, le décalage ne sera pas visible en périphérie. On a donc supprimé les réglages (et les possibles déréglages) de convergence.
Sur le tube Trinitron, le masque n'est plus une plaque percée de trous mais un ensemble de fils verticaux. Cette technique donnait un meilleur rendement lumineux au tube (moins de zone noires entre les pixels colorés). Il permettait aussi de s'affranchir des reflets d'objets situés en hauteur (lampe) grâce à une forme cylindrique plutôt qu'une forme sphérique de la face avant de l'écran du tube image.
En France, le tube Trinitron était disponible dès la première moitié des années 1970 sur des téléviseurs portables. Sony vendait aussi des téléviseurs grand écran équipés de tubes Trinitron aux États-Unis, mais des barrières douanières ont peut-être empêché leur importation[réf. nécessaire].
À partir de 1975, Thomson commercialise en France les premiers téléviseurs autoconvergents grand écran (56 et 67 cm de diagonale). Ces téléviseurs, équipés de tubes PIL (Precision In Line), ont repris du Trinitron l'idée de trois canons à électrons en ligne et amélioré la conception du masque et de l'écran en décalant les luminophores, ce qui a permis d'améliorer la définition et l'homogénéité des couleurs, le masque n'était donc plus composé de fils, mais de perforations rectangulaires verticales décalées au rythmes des triplets de luminophores. Cependant, Sony, fier de la réputation de son tube Trinitron, a toujours conservé le masque à fil au détriment des convergences et de la définition, qui se sont améliorés plus vite sur les tubes PIL. Ce retard a ensuite été comblé par l'adjonction d'aimants statiques réglables sur les pourtours de l'écran et d'un blindage de celui-ci, le rendant moins sensible au rayonnement magnétique terrestre.
En moins de deux ans, tous les téléviseurs couleur vendus en France ont été équipés de tubes autoconvergents (du modèle PIL pour les fabricants européens).
NEC-Mitsubishi ont lancé un équivalent du Trinitron baptisé DiamondTron qui n'a jamais eu autant de succès que le Trinitron et a été définitivement abandonné en 2004.